# José Rodríguez de Cueto
José Rodríguez de Cueto (Málaga, 31 de marzo de 1896-Madrid, 31 de agosto de 1986) fue un militar, empresario agroganadero y escritor español.

## Biografía
Era hijo de Enrique Rodríguez Rubio, coronel de la Guardia Civil, natural de Balaguer (Lérida) y de Josefa de Cueto Ávila, natural de Marbella (Málaga). Hasta los ocho años permaneció en Andalucía, y después de una corta estancia en Madrid entró en el colegio de agustinos de Uclés (Cuenca). Tras cursar los primeros años de bachillerato, marchó a Zaragoza, donde su padre era el coronel jefe del Tercio de la Guardia Civil de Aragón, y allí empezó su carrera militar, ingresando en la Academia de Infantería, de la que salió (1915) destinado al regimiento de Galicia núm. 19, de guarnición en aquella ciudad, y en esa época colaboró en el periódico local Diario de Avisos de Zaragoza. Unos meses después fue trasladado al regimiento de Córdoba, en Granada, donde cursó los dos últimos años del bachillerato e inició los estudios de Derecho. Fue redactor militar de El Defensor de Granada, con el seudónimo de R. de Oteuc, y posteriormente, con motivo de una polémica que sostuvo con Fabián Vidal sobre el método Nivelle de enlace con la Artillería, pasó a La Gaceta del Sur, firmando sus escritos con el seudónimo de Kleiber.
Luego marchó a África y permaneció en el regimiento del Serrallo hasta mayo de 1922, en que pasó a la Guardia Civil, con destino en Jaén, donde se hizo perito aparejador, con el fin de ingresar en la Escuela de Ingenieros Industriales. Después fue destinado a Madrid como profesor de Física y Química del Colegio Infanta María Teresa, hasta agosto agosto de 1928, en que pasó a la situación de supernumerario y se dedicó exclusivamente a sus asuntos particulares, especialmente agrícolas.
En febrero de 1931 volvió a la escala activa, aunque sin abandonar sus aficiones y conocimientos de aquellas materias que le llevaron a ocupar la presidencia de una Sociedad de Labradores, convertida después en Federación y que fundó el diario La Mañana, en el que Rodríguez de Cueto escribió frecuentemente sin firma o con diversos seudónimos, llegando a popularizar el de Juanico el Labrador, cuyas crónicas recopiló más tarde en el libro Una campaña contra la anarquía agraria.
Hallándose en Jaén el 19 de julio de 1936, castigado por sus actividades políticas de derechas, se adhirió al Alzamiento Nacional en unión de los capitanes Cortés y Reparaz, con los cuales organizó, tras grandes vicisitudes, el traslado al santuario de Nuestra Señora de la Cabeza de todas las fuerzas de la Guardia Civil que se alzaron en armas en aquella provincia, cuya defensa fue calificada como heroica y constituyó uno de los episodios más ensalzados por la propaganda del bando nacional.
Fue designado con el capitán Reparaz para pasar a la zona nacional al frente de un grupo de guardias civiles, con el objetivo de informar de la situación, logrando llevar a cabo la misión. Relató esta odisea, así como la de su familia, encerrada en el santuario, y la gesta del capitán Cortés, en su obra Epopeya del santuario de la Virgen de la Cabeza (1940). El 24 de agosto, tan pronto como llegó a Córdoba, se alistó para luchar en el frente, agregándose, por orden del gobernador militar, al Requeté de aquella ciudad y se encargó seguidamente de organizar el Tercio de Requetés de Granada, actuando con el mismo en la toma de Montefrío, Algarinejo, Alcalá la Real, Santa Ana, Charilla, Puerto Lope y otras acciones intermedias. El 5 de octubre pasó, como agregado, a la Aviación, para efectuar el suministro al santuario de la Virgen de la Cabeza, desempeñando diversos cometidos, como los de observador, bombardero, etc., y tomando parte con la escuadrilla del capitán Haya en arriesgados combates aéreos. Después de actuar, mandando fuerzas, en otras operaciones de la campaña, el 11 de noviembre de 1938 se posesionó de la Delegación de Orden Público de León, para la que había sido nombrado días antes, y el 23 de junio siguiente lo hizo del cargo de mayor, como agregado, de la provincia de Jaén, en el que cesó a poco para ocupar el de inspector de la frontera sur de España, hasta marzo de 1941, en que se le nombró jefe superior de Policía de Barcelona.
Entre 1945 y 1949 fue Jefe de la Secretaría del Protectorado de la Alta Comisaría de España en Marruecos llegando a entablar muy buena relación con el jalifa del Protectorado español, Muley Hassan Ben El Mehedi Ben Ismael, al que acompañó varias veces en sus visitas a la península ibérica. Asimismo, mantuvo amistad con el entonces Sultán de Marruecos, Mohamed V, y su hijo, el príncipe heredero Hasán.

### Propietario de Hacienda Santa Cristina
Su labor inicial al llegar a la administración de la Hacienda Santa Cristina de Otíñar fue seguir los pasos de su suegro introduciendo mejoras, las cuales fueron más contundentes al finalizar la Guerra Civil y recuperar la finca tras ser incautada junto a su domicilio en la ciudad de Jaén en 1936 por las autoridades del Frente Popular de Jaén, al sumarse éste al bando sublevado.
Tras la guerra, comienza un verdadero cambio en la Hacienda Santa Cristina pues se produjo una mejora en las infraestructuras como la construcción en la década de 1940 de un nuevo camino entre la aldea y las Vegas Bajas que facilitaba el transporte de la madera de pino de la sierra que explotaba. También se dio una mecanización agroganadera en la finca, se mejoró la explotación ganadera para la producción lechera introduciendo vacas de raza frisona y ordeño mecánico, que fue reconocida por el Ministerio de Agricultura como ganadería diplomada, a la vez que la industria aceitera que tenía la familia en torno al molino situado en el barrio de la Alcantarilla de Jaén se amplió exportando e importando aceites a diferentes países.
Sin embargo, a partir de la década de 1950 estas mejoras también vinieron acompañadas de inconvenientes y problemas, tales como el destrozo de las Vegas Bajas por las riadas de esa década, la crisis de la agricultura tradicional que obligó a la desaparición del colonato en Santa Cristina, la limitación del riego a partir de 1961 y la construcción del Embalse del Quiebrajano aguas arriba, que trajo consigo la conversión al secano de la finca, disminuyendo así la rentabilidad que antes tenía. A todo esto se unió también la segregación de diferentes partes de la finca matriz creada en 1827, como fueron los olivares y tierras de secano del paraje de la Parrilla (décadas de 1950-1960) y la zona de castillo de Otíñar y Fuente de la Olivilla en los años 80. Ahí empezó la decadencia de una finca que había sido muy próspera, teniendo que reconvertirse de nuevo.

### Familia y muerte
Falleció en Madrid en 1986 y fue enterrado en el cementerio particular de Santa Cristina de Otíñar (Jaén). Casó en la iglesia parroquial de Santa Cristina de Otíñar el 7 de abril de 1923 con María Dulce Nombre Martínez Serrano, natural de Jaén, hija del giennense Rafael Martínez Nieto, industrial propietario agrícola y destacado político conservador, en posesión de laGran Cruz de Isabel la Católica, y de la malagueña María Serrano Pérez. Dicho matrimonio tuvo por hijos a José María, María Cristina, Enrique y María de las Mercedes.

## Obras
- Carlos de Haya. Los héroes del santuario de la Virgen de la Cabeza (1938)
- Ideario y aplicaciones tácticas para Oficiales provisionales (1939)
- Epopeya del santuario de la Virgen de la Cabeza (1940)
- Una campaña contra la anarquía agraria, 1932-1934 (1942)